# 王栋 (1985年)
王栋（1985年6月11日—），男，天津人，中国足球运动员，司职中场。

## 生平

### 职业生涯
2003年王栋就进入北京国安的一线队名单，曾担任北京十运队队长，但在北京国安却始终无法获得机会。2010年，王栋在北京国安坐了多年的板凳之后选择转会，加盟深圳红钻寻求比赛机会，因要求转会离队，其2009年中超夺冠的奖金被扣发。在2010赛季中超第二轮清明节当天客场爆冷2-1战胜北京国安一役中，王栋上演反戈首秀。在随后客场对河南建业的比赛中，王栋额骨被撞骨折，后火速复出，戴着保护面具参加了深圳红钻的数场保级战役。
2011年，特鲁西埃执教深圳红钻后，王栋曾在季初备战期间被特鲁西埃为树立其严格纪律和队规在队内进行处罚过。后两人冰释前嫌，王栋在赛季的后段重获重用。深圳红钻提前宣告降级后，王栋表态留队征战中甲。特鲁西埃也举其作为代表，表示“要和王栋（这样的球员）在一起”，留守率队冲超。
2012年，王栋被特鲁西埃改造为三后卫阵型中的左中后卫，是球队中能胜任中后场两翼位置的万金油型球员。
2013年，王栋成为深圳红钻的队长，仍是常备主力之一。后在赛季末期的内讧中辞去队长一职。
2014年初，王栋喜获一对龙凤双胞胎，但是体弱需入院治疗。急需用钱的王栋和俱乐部就补发13年拖欠薪水和奖金上难以达成一致，尽管参加季前集训后报了名，但一整年都没有随队。